# Bartłomiej (Dienisow)
Bartłomiej, imię świeckie Aleksandr Anatoljewicz Dienisow (ur. 26 lutego 1975 w Struninie) – rosyjski biskup prawosławny.

## Życiorys
Został ochrzczony jako dziecko i od dzieciństwa uczęszczał na nabożeństwa do Ławry Troicko-Siergijewskiej, był też ministrantem (cs. prisłużnikiem). W latach 1993–1995 odbywał zasadniczą służbę wojskową. W 1998 r. ukończył seminarium duchowne w Moskwie, zaś w 2002 r. - Moskiewską Akademię Duchowną, gdzie uzyskał stopień kandydata nauk teologicznych ze specjalizacją w zakresie teologii moralnej. W tym samym roku został wykładowcą seminarium duchownego w Saratowie, zaś w roku następnym – jego prorektorem ds. wychowawczych. 24 czerwca 2004 r. biskup saratowski i wolski Longin postrzygł go na mnicha, nadając mu imię zakonne Bartłomiej na cześć św. Bartłomieja Apostoła. Ten sam hierarcha udzielił mu święceń diakońskich 27 czerwca 2004 r. i święceń kapłańskich 4 lipca 2004 r. Służył w cerkwi Ikony Matki Bożej "Ukój Mój Smutek" w Saratowie. W 2004 r. wszedł w skład rady eparchialnej eparchii saratowskiej. Cztery lata później został pierwszym prorektorem seminarium duchownego w Saratowie i został ponownie wybrany do rady eparchialnej.
W 2009 r. otrzymał godność ihumena. W 2013 r. objął obowiązki proboszcza cerkwi św. Jana Teologa przy seminarium duchownym w Saratowie, w którym od 2014 r. był też kierownikiem katedry dyscyplin praktycznych. W 2016 r. ukończył studia teologiczne na Saratowskim Uniwersytecie Państwowym.
24 marca 2022 r. Święty Synod Rosyjskiego Kościoła Prawosławnego nominował go na biskupa bałakowskiego i nikołajewskiego, pierwszego ordynariusza nowo erygowanej eparchii. W związku z tą decyzją otrzymał pięć dni później godność archimandryty.
17 kwietnia 2022 r. w soborze Chrystusa Zbawiciela w Moskwie, pod przewodnictwem patriarchy moskiewskiego i całej Rusi Cyryla odbyła się jego chirotonia biskupia.